# Fly on the Wall (sång)
"Fly on the Wall" är sång framförd av den amerikanska sångerskan Miley Cyrus. Den släpptes som den tredje internationella singeln från Cyrus' andra album, Breakout den 16 februari 2009 med en remix som B-sida. Det var Cyrus' andra singel från albumet i USA, Kanada och andra nationer som Rock Mafia remixen av "See You Again" inte släpptes som singel i. Sången innehåller element av poprock, danspop och syntpop. Sångens text har tolkats på flera olika sätt, till exempel en beskrivning av en våldsam pojkvän. Men egentligen så beskriver sången paparazzis och deras omfattande invasion av kändisars privatliv enligt Cyrus.

## Bakgrund
Sången är skriven av Cyrus, Rock Mafia medlemmarna Antonina Armato och Tim James, samt Devrim Karaoglu. Sången har av misstag blivit misstolkad på olika sätt. Sångens huvudperson sjunger ur en 1:a persons perspektiv och fördömer samtidigt en person som invaderar hennes privatliv. Majoriteten av recensenterna trodde huvudrollsinnehavaren refererade till en kontrollerande pojkvän. Ben Ratliff från The New York Times tog pojkvännens parti och trodde att sångens huvudrollsinnehavare "mobbade den stackars pojken för att han ville veta vad hon pratar om med sina vänner." Sarah Rodman från The Boston Globe trodde att sången kunde ha beskrivit ett par olika ämnen, så som "en ex-pojkvän, media, och till och med hennes fans." Men i en intervju med Jocelyn Vena från MTV News, sa Cyrus att sången handlade om "media" och "hur de tror att allt handlar om henne, när det inte är så. De vill vara en fluga på väggen och ha koll på henne dygnet runt." Cyrus gav en mer detaljerad förklaring kring sångens koncept i en intervju med Nancy O'Dell från Access Hollywood. Hon konstaterade; 
| ” | "Jag skrev sången till media eftersom de alltid känner att de måste vara en del av mitt liv." | „ |

## Musikvideo

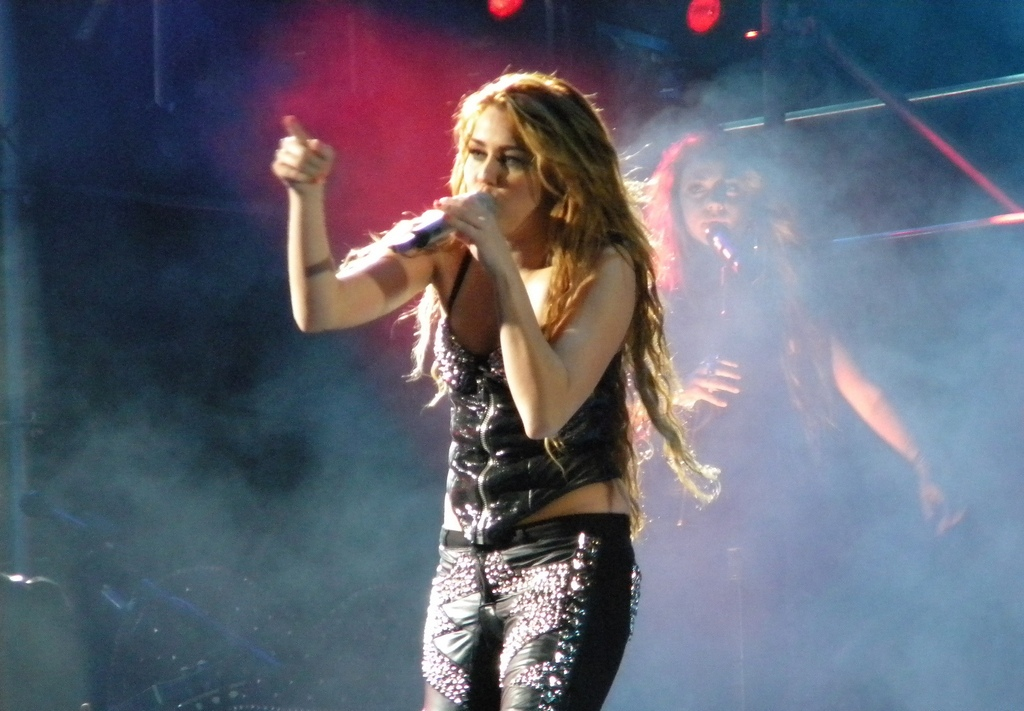
Cyrus vid ett framträdande av "Fly on the Wall" under hennes Gypsy Heart Tour 2011.

I en intervju med MTV News så förklarade regissören av musikvideon, Philip Andelman att Cyrus hade redan beslutat sig för att förlöjliga paparazzis när hon kontaktade honom angående "Fly on the Wall" musikvideon. Andelman ville inte skapa "någonting för seriöst" och jobbade med att ge videon en "lekfull" aspekt. Cyrus förklarade vidare kring videons koncept i en intervju med Access Hollywood; 
| ” | "Konceptet är i samma stuk som 'Thriller'. Det är ungefär som att alla paparazzis blir zombies och de attackerar mig. Och min pojkvän försöker rädda mig, men jag vet inte att han är en paparazzi också. Så jag försöker gömma mig och ta mig därifrån, vilket pågår under hela videons gång." | „ |

Videon inleds med ett kort segment av dramatisk musik. Den fokuserar sedan på Cyrus som har på sig ett vitt linne, jeans, stövlar och en svart läderjacka och hennes pojkvän när de lämnar en biograf och diskuterar filmen som de precis sett. Helt plötsligt så börjar Cyrus' pojkvän att hosta när fullmånen framträder bakom molnen. Cyrus blir förskräckt när hon ser honom förvandlas till en paparazzi och springer iväg från honom medan han skriker efter henne, "Miley, kom hit. Jag vill bara ha ett par bilder" och försöker fotografera henne. Musiken från "Fly on the Wall" börjar spelas när Cyrus springer in till ett parkeringsgarage och försöker gömma sig bakom en pelare och en svart Mercedes-Benz SLR McLaren. Så fort Cyrus försöker flytta på sig från bilen så dyker en folkhop av paparazzis upp som börjar jaga henne med deras kameror. Genom största delen av musikvideon så springer Cyrus och gömmer sig från folkhopen. Samtidigt visas klipp då och då genom videons gång med Cyrus i ett annat segment, iklädd ett långt silverfärgat linne och jeans, sjungande och dansande framför en Mercedes. Slutligen så omringas Cyrus av alla paparazzis. Hon är rädd, men blir sedan förbryllad när folkhopen oväntat nog börjar dansa på ett synkroniserat sätt. Hennes pojkvän dyker sedan upp, normal, och räddar henne. Inne i bilen så beskriver Cyrus hennes konstiga möte med paparazzin för honom. Utan att Cyrus vet om det så har pojkvännen gömt en kamera i bilen; musikvideon avslutas med en bild på en webbsida där han laddat upp videon med rubriken, "Miley Cyrus Klagar På Paparazzis!!!" 
Musikvideon till "Fly on the Wall" visades för första gången den 5 december 2008 på MTV's FNMTV. Videon är inspirerad av Michael Jackson's ironiska musikvideo, "Thriller", men har dock paparazzis istället för zombies i videon. MTV har även jämfört musikvideon med Britney Spears "Circus" och Lindsay Lohans "Rumors".

## Låtlista
| - Promo CD single 1. "Fly on the Wall" (Album Version) – 2:33 2. "Fly on the Wall" (David Kahne Remix) – 2:34 - UK Digital single 1. "Fly on the Wall" – 2:31 2. "Fly on the Wall" (Digital Dog Remix) - Digital Remix single 1. "Fly on the Wall" (Jason Nevins Remix) – 2:52 - Maxi CD single 1. "Fly on the Wall" (Album Version) – 2:31 2. "7 Things" (Bimbo Jones Radio Edit) – 2:58 3. "Fly on the Wall" (Jason Nevins Remix) – 2:52 - AUS digital download 1. "Fly on the Wall" – 2:31 2. "Fly on the Wall" (Jason Nevins Radio Edit Remix) – 2:52 3. "7 Things" (Bimbo Jones Radio Edit) – 2:58 | - Remixes EP 1. "Fly on the Wall" (Digital Dog Extended Remix) 2. "Fly on the Wall" (Jason Nevins Extended Remix) 3. "Fly on the Wall" (Digital Dog Instrumental) 4. "Fly on the Wall" (Jason Nevins Instrumental) 5. "Fly on the Wall" (Digital Dog Edit) 6. "Fly on the Wall" (Jason Nevins Edit) 7. "Fly on the Wall" (David Kahne Remix) 8. "Fly on the Wall" (Album Version) – 2:33 - DE Premium CD single 1. "Fly on the Wall" (Album Version) – 2:31 2. "7 Things" (Bimbo Jones Radio Edit) – 2:58 |

## Topplistor
| Lista (2008–2009)                 | Topplacering |
| --------------------------------- | ------------ |
| Australien (ARIA Charts)          | 54           |
| Europa (European Hot 100)         | 57           |
| Irland (IRMA)                     | 23           |
| Kanada (Canadian Hot 100)         | 73           |
| Storbritannien (UK Singles Chart) | 16           |
| Tyskland (Media Control Charts)   | 62           |
| USA (Billboard Hot 100)           | 84           |
| USA (Pop 100)                     | 64           |
| Österrike (Ö3 Austria Top 40)     | 57           |